# كارولين هيرفورث
كارولين هيرفورث (بالألمانية: Karoline Herfurth)‏ هي مخرجة وممثلة ألمانية (وحملت سابقاً جنسية ألمانيا الشرقية)، ولدت في 22 مايو 1984 في ألمانيا.

## أعمال

### أفلام
- (2006)  قصة قاتل
- (2008) القارئ[5][6]
- (2010) فنسنت يريد الإبحار[7]

## وصلات خارجية
- كارولين هيرفورث على موقع IMDb (الإنجليزية)
- كارولين هيرفورث على موقع ميتاكريتيك (الإنجليزية)
- كارولين هيرفورث على موقع روتن توميتوز (الإنجليزية)
- كارولين هيرفورث على موقع مونزينجر (الألمانية)
- كارولين هيرفورث على موقع قاعدة بيانات الأفلام العربية
- كارولين هيرفورث على موقع ألو سيني (الفرنسية)
- كارولين هيرفورث على موقع ميوزك برينز (الإنجليزية)
- كارولين هيرفورث على موقع أول موفي (الإنجليزية)
- كارولين هيرفورث على موقع قاعدة بيانات الأفلام السويدية (السويدية)
- كارولين هيرفورث على موقع ديسكوغز (الإنجليزية)